# Pirateria anglo-turca

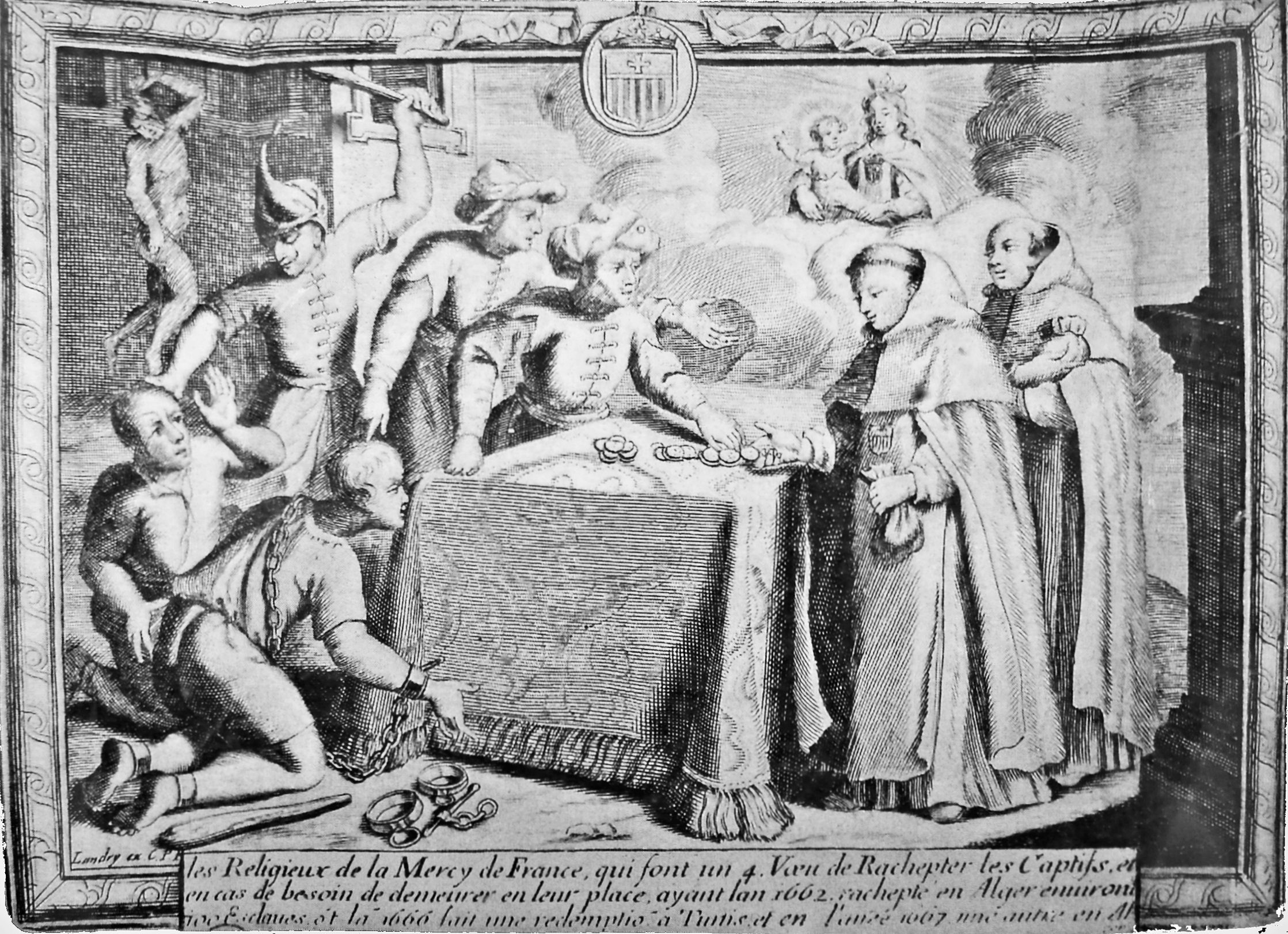
Compra de captius cristians per part de monjos catòlics als Estats de Barbaria.

La pirateria anglo-turca o la pirateria anglo-barbària fa referència a la col·laboració entre pirates de Barbary i pirates anglesos contra la navegació catòlica durant el segle xvii.

## Col·laboració anglo-turca
Els protestants i els turcs musulmans, més precisament els pirates de Barbària, van col·laborar durant aquest període contra el seu enemic comú, l'Europa catòlica. Aquesta col·laboració s'ha de veure en el context de les guerres de religions i de la batalla mortal en curs entre el protestantisme i el catolicisme. En aquell moment, Espanya, Portugal i França, que estaven implementant polítiques antiprotestants, eren l'objectiu d'aquesta col·laboració anglo-musulmana. També sembla que els corsaris anglesos, que havien estat actius contra Espanya fins al 1604, quan es va signar la pau amb Anglaterra, encara estaven inclinats a continuar la lluita contra els espanyols, encara que sota la protecció d'un estat diferent, per a vergonya de la Corona anglesa.
La pirateria a les files dels pirates musulmans de Barbary també va ser una manera de trobar feina, després que el rei Jaume I proclamés formalment la fi dels corsaris el juny de 1603. A més, abandonar Anglaterra i la seva fe sovint era una manera d'èxit financer, ja que es podia fer fortuna atacant la navegació catòlica. El 1610, la riquesa dels pirates renegats anglesos s'havia fet tan famosa que es va convertir en objecte de teatre, i el rei va oferir el perdó reial a aquells que volien tornar.

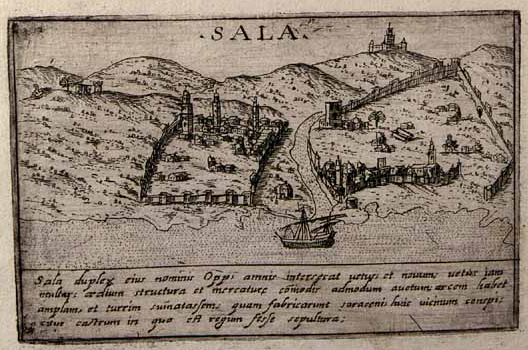
Salé va ser una de les bases de la pirateria anglo-turca.

En aquesta col·laboració no només hi van participar els corsaris anglesos, sinó també els holandesos, que compartien els mateixos objectius. Vaixells catòlics van ser atacats i la tripulació i els passatgers van ser portats a Alger, l'actual Algèria o altres llocs de la costa de Barbarie per ser venuts com a esclaus. El nombre d'aquests pirates anglesos era important. Jack Ward, Henry Mainwaring, Robert Walsingham i Peter Easton es trobaven entre aquests pirates anglesos al servei dels deys de la costa de Barbary. Alguns dels pirates holandesos més famosos van ser Zymen Danseker, Salomo de Veenboer i Jan Janszoon. Alguns d'ells, com Ward i Danseker, eren renegats que havien adoptat l'Islam. Mainwaring va atacar preferentment els espanyols, i va afirmar que va evitar el transport anglès, però en general els vaixells de totes les nacionalitats semblen haver estat atacats. Walsingham és conegut per haver alliberat captius turcs de les galeres cristianes i per haver venut captius cristians al mercat d'esclaus nord-africà. Janszoon va dirigir incursions de llarga durada com els segrestos turcs a Islàndia per vendre els seus esclaus a la costa de Barbary.
Una carta contemporània d'un escriptor anglès es queixava:
| «                                                           | "La infinitat de mercaderies, joies de mercaderies i tresors agafats diàriament pels nostres pirates anglesos als cristians i portats a Allarach, Algire i Tunis fins al gran enriquiment de mores i turcs. i l'empobriment dels cristians" | » |
| — Carta contemporània enviada des de Portugal a Anglaterra. | |   |

Més enllà de l'antagonisme religiós compartit cap al catolicisme, els Estats Barbaris probablement oferien avantatges econòmics així com mobilitat social als pirates protestants, ja que els Estats Barbaris eren un entorn molt cosmopolita en aquella època.

## Reaccions catòliques

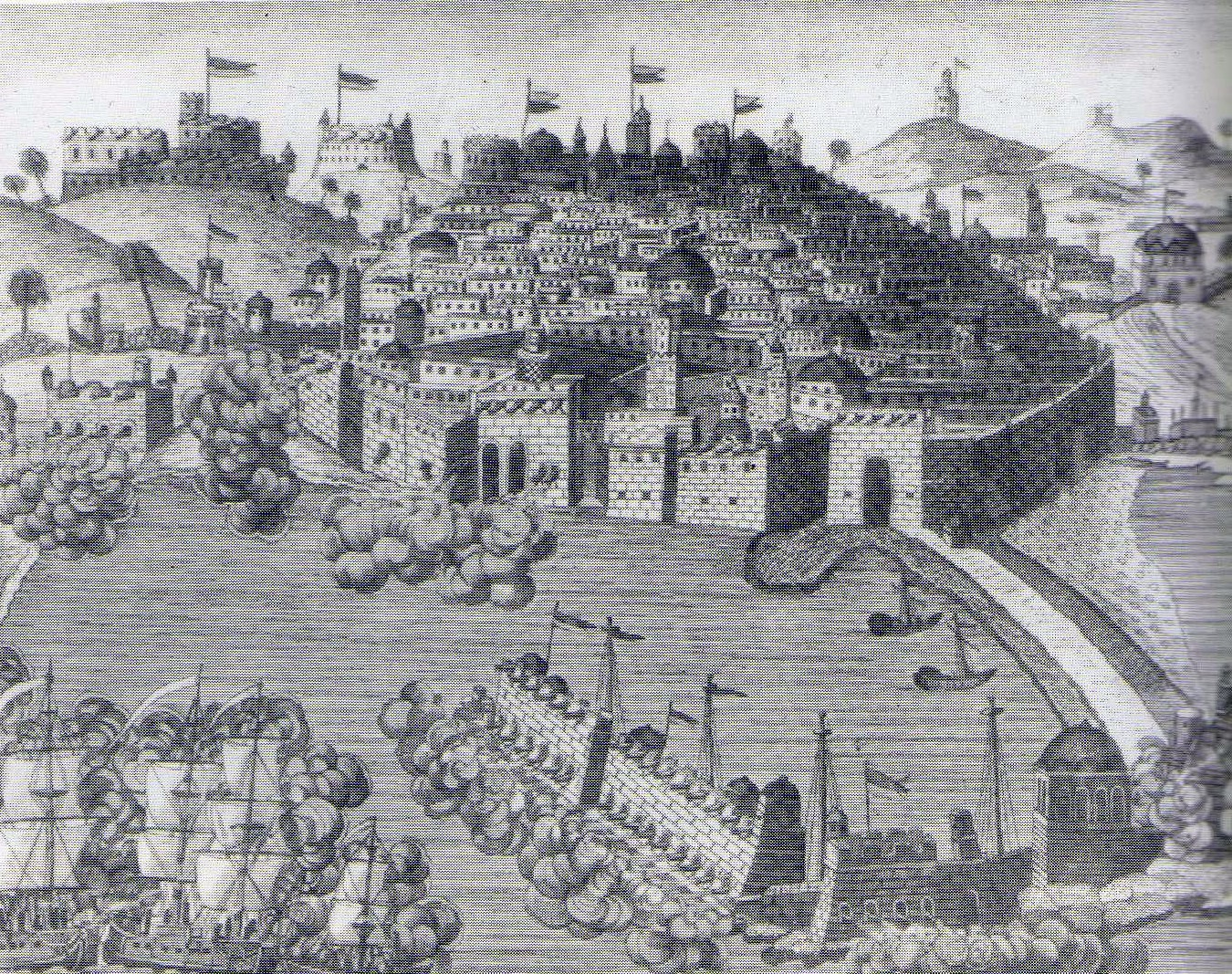
Bombardeig d'Alger el 1682, per Abraham Duquesne.

França, que tenia una tradició d'aliança amb l'Imperi Otomà, va fer una protesta formal amb el sultà otomà Ahmed I el 1607, queixant-se que els pirates anglesos i holandesos podien utilitzar els ports del nord d'Àfrica com a bases per atacar la navegació francesa. Per a França, es tractava d'una clara conspiració contra el catolicisme, qualificat aleshores com a " Turcocalvinisme ".
Per tal de frenar aquestes accions, Espanya va fer una proclamació contra la pirateria i els corsaris el 1615
Anglaterra probablement es va tornar ambivalent sobre aquest tipus de col·laboració pirata quan va atacar Alger el 1621 per tal d'alliberar-hi captius cristians. El 1629, Lluís XIII va atacar Salé per alliberar 420 captius francesos. Lluís XIV també va bombardejar més tard Alger en represàlia. Els ordes religiosos catòlics, especialment els trinitaris i els lazaristes sota Sant Vicenç de Paül, ell mateix un antic esclau, van acumular donacions per rescatar i alliberar esclaus cristians. S'estima que els missioners van alliberar 1 200 esclaus fins a la mort de Sant Vicenç de Paül el 1660, per un total de 1 200 000 lliures.